# Summertime in England
"Summertime in England" es una canción del músico norirlandés Van Morrison publicada en el álbum de 1980 Common One.
Aunque el álbum en el que fue publicada no supuso un gran éxito comercial y de crítica, la canción fue interpretada de forma regular por Morrison en sus conciertos durante casi dos décadas y media. Por otra parte, "Summertime in England" fue publicada como cara B del sencillo de 1983 "Cry for Home". Brian Hinton escribió sobre la canción que "deja muchas de las fusiones clásicas del rock muertas en el agua".
Van Morrison comentó sobre la canción:

"Summertime In England" era parte de un poema que estaba escribiendo, y el poema y la canción emergieron... Leí varios artículos sobre este grupo en particular de poetas que estaba escribiendo sobre una cosa en particular y que yo no podía encontrar en el contexto en el que estaba.

Morrison escribió la canción como un poema sobre un viaje literario de William Wordsworth y Samuel Taylor Coleridge al Lake District de Inglaterra, donde trabajaron juntos en los poemas que deberían constituir un hito en su empresa conjunta, Lyrical Ballads. La letra hace referencia a Jesús caminando por Ávalon, una alusión a William Blake con los versos: "And did these feet in ancient time/Walk upon England's mountain green?" (lo cual puede traducirse al español como: "¿Y estos pies en tiempos antiguos / caminaron por el verde de las montañas inglesas?"). La letra converge varias temáticas, pero siempre vuelve a la ocurrencia central de un día en el país que el cantante pasó con su mujer o con su hija. La canción finaliza con los versos: "Put your head on my shoulder / and you listen to the silence / Can you feel the silence?" (lo cual puede traducirse al español como: "Reposa la cabeza sobre mi hombro / y escucha el silencio, / ¿puedes sentir el silencio?").
Clinton Heylin, uno de los biógrafos de Morrison, tomó el último verso para su biografía Can You Feel the Silence?.
Dos versiones en directo de "Summertime in England" fueron publicadas en el DVD de 2006 Live at Montreux 1980/1974 y en el video de 1990 Van Morrison The Concert.

## Grabación
Morrison comenzó a ensayar "Summertime in England" entre noviembre y diciembre de 1979 junto a "Haunts of Ancient Peace" en clubes del área de San Francisco. Según el guitarrista Mick Cox: "Hicimos "Haunts" y "Summertime in England" con un ritmo de 4/4... Van llevó la canción a la nada al final, de modo que está él sólo diciendo: "Can you feel the silence?", pero sigue manteniendo el ritmo, y entonces Pee Wee Ellis cerraba la boca, y Mark Islahm cerraba la boca, y ambos hacían pequeños ruidos de percusión con el mismo ritmo". Cox sugirió que el ensayo fue "mucho mejor que las grabaciones finales". La versión de Common One fue grabada en un estudio de los Alpes franceses, y según Mick Cox, fue la segunda toma la incluida en el álbum. La sección hablada presenta un ritmo de 3/4 que comienza con una fuga de órgano eclesial.

## Personal
- Van Morrison: voz
- David Hayes: bajo
- Mark Isham: trompeta
- John Allair: órgano
- Herbie Armstrong: guitarra
- Pee Wee Ellis: saxofón tenor
- Mick Cox: guitarra
- Peter Van Hooke: batería